# Petar Atanasov

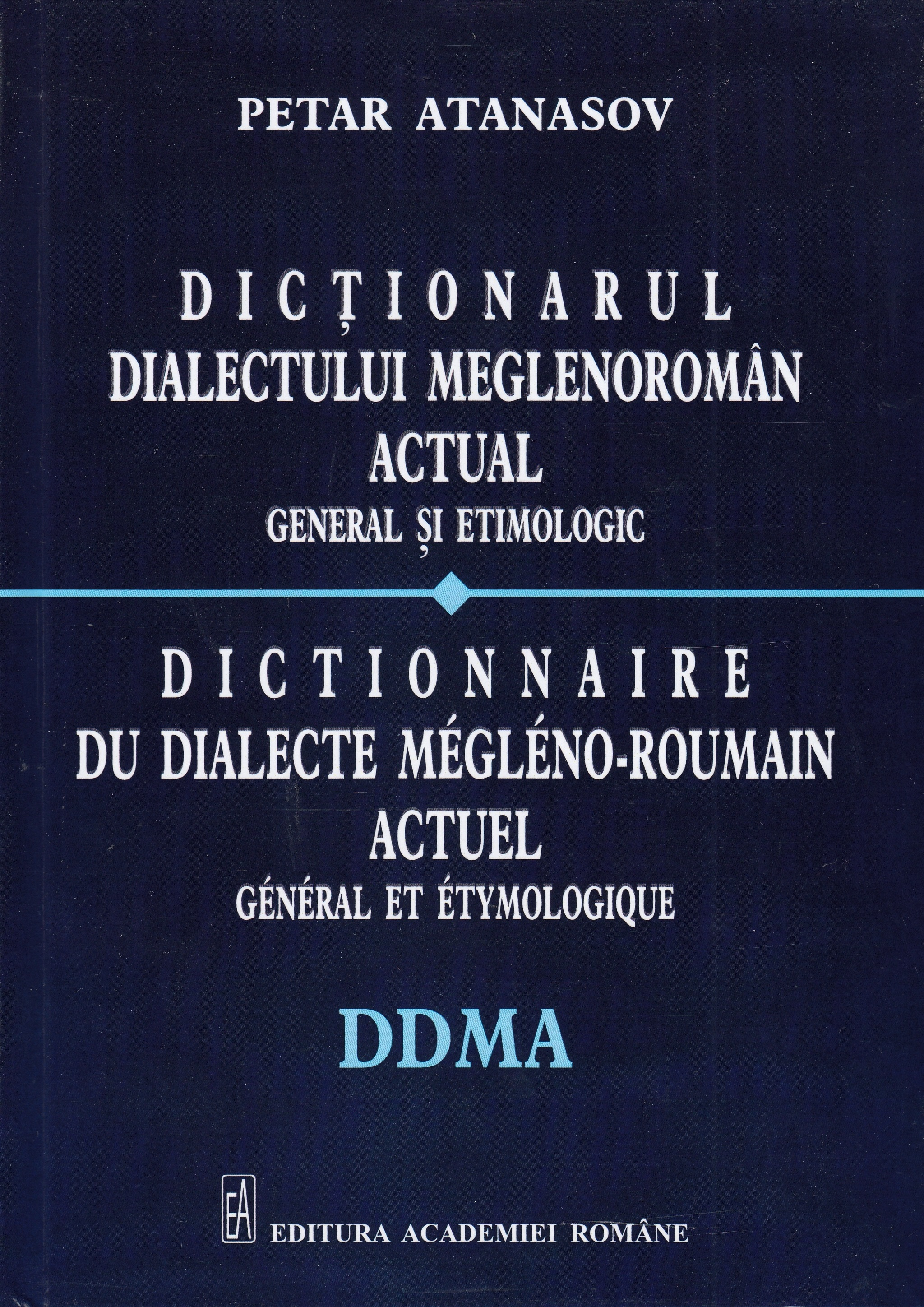
Dicționarul dialectului meglenoromân actual, general și etimologic, Ed. Academiei Române, 2022

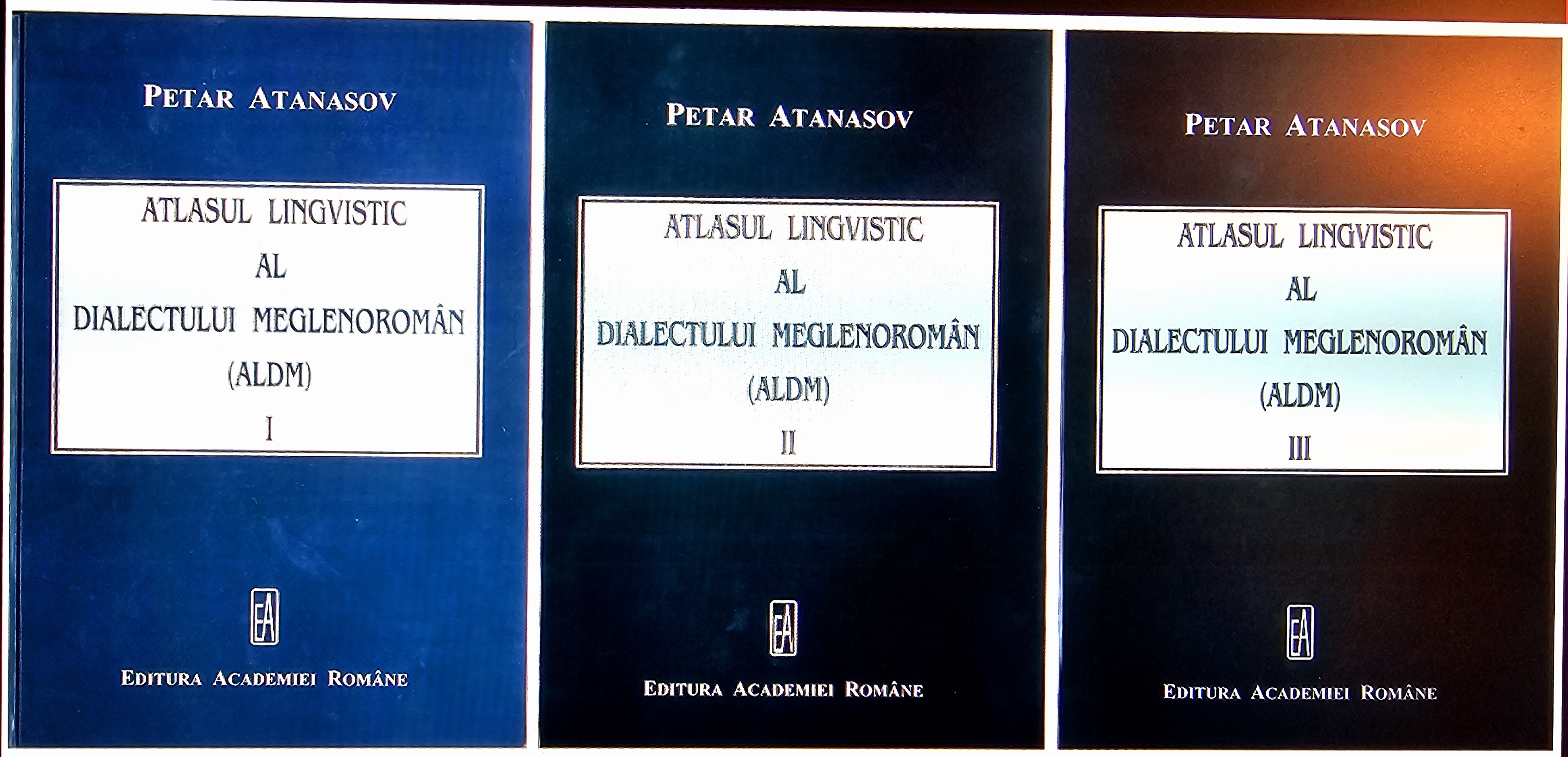
Atlasele lingvistice ale dialectului meglenoromân

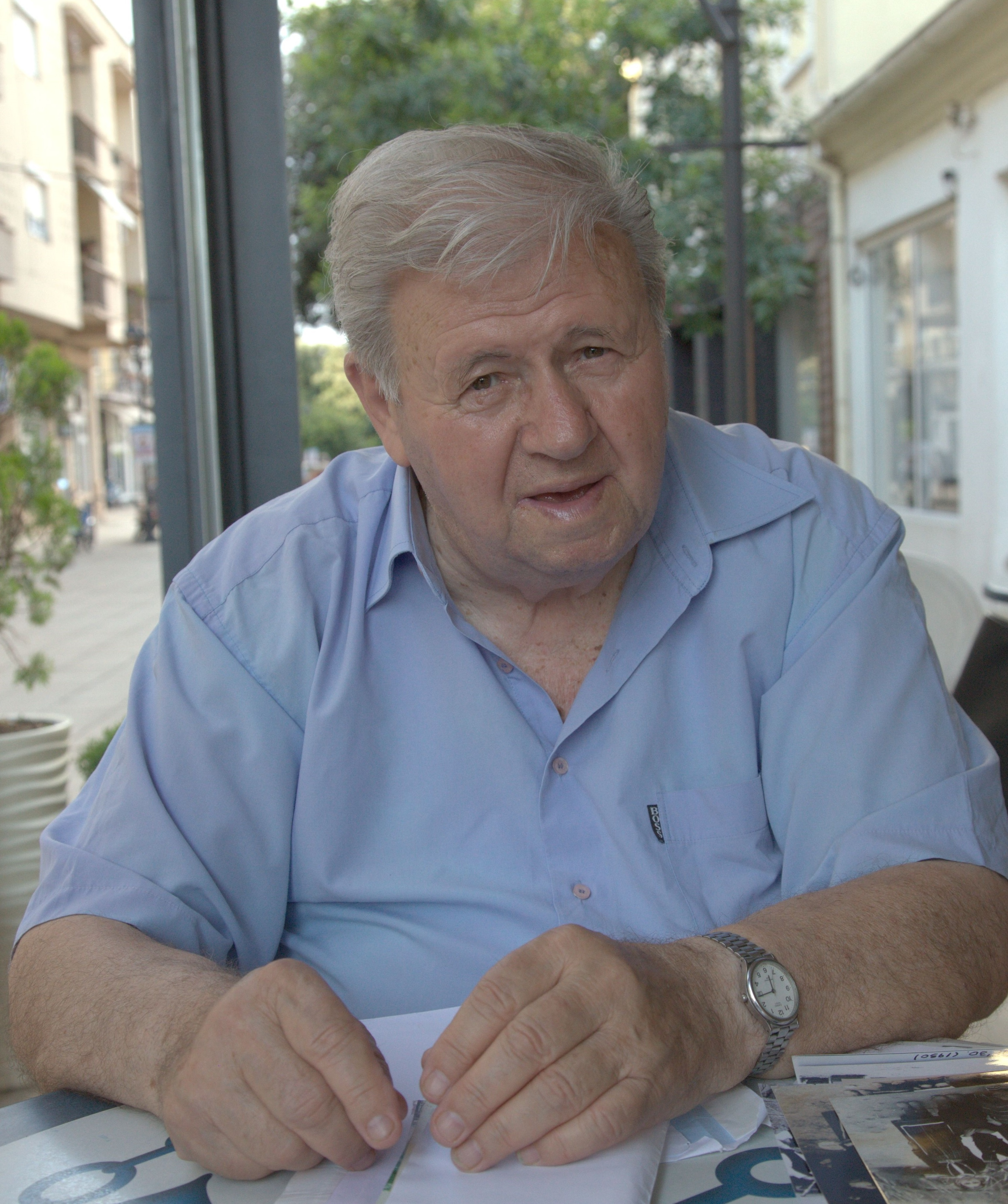
Lingvistul Petar Atanasov, în anul 2024, la Ghevghelia

Petar Atanasov (n. 25 decembrie 1939, Opština Gevgelija, Macedonia de Nord) este un lingvist macedonean de origine meglenoromână, profesor universitar la Facultatea de Filologie „Blaže Koneski” a Universității „Chiril și Metodie” din Skopje.

## Biografie

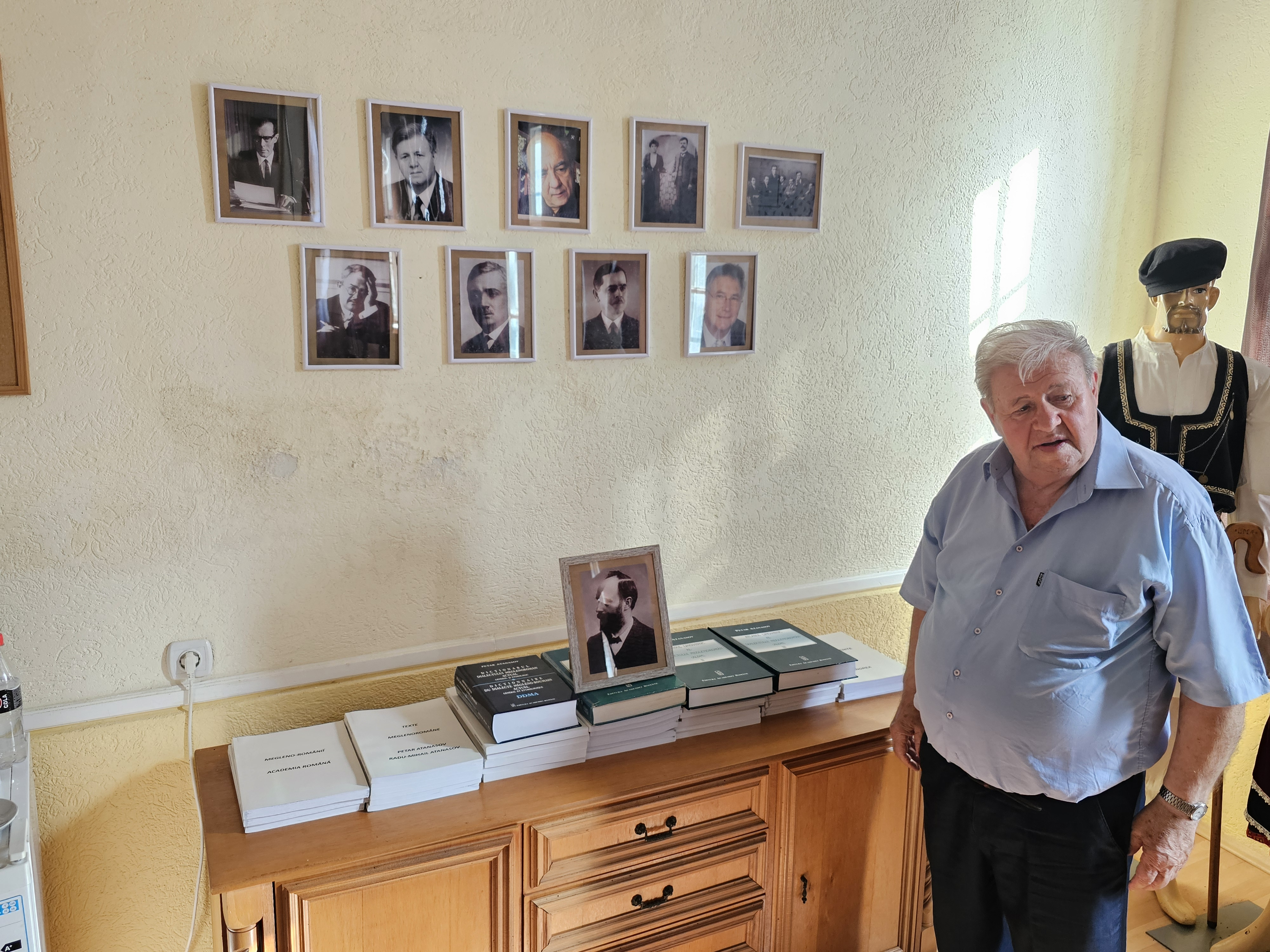
Lingvistul Petar Atanasov, la Asociația „Meglenia” din Ghevghelia (fotografie de E. Țîrcomnicu, iulie 2024)

S-a născut în satul Huma, din regiunea Gevgelija, în vremea Yugoslaviei. A urmat studiile universitare la Skopje, studii postuniversitare și masterat la Belgrad, urmate de un doctorat la Scupia, azi Skopje. A avut specializări la București (1968-1969) și Paris (1974-1975). Azi pensionar, a fost profesor titular de limbă franceză și lector de limbă română la Facultatea de Filologie a Universității „Chiril și Metodie”, lector de limbă macedoneană la INALCO (Institut national des langues et civilisations orientales) - Paris și conferențiar de balcanistică la Istituto Universitario Orientalé, Napoli.
Opera sa științifică acoperă, în principal, lexicografia, lingvistica românească (dialectele - meglenoromân și aromân) și cea romanică. A realizat câteva dicționare, dar și traduceri din limba română în macedoneană. 
A realizat cercetări de teren, din proprie inițiativă, în toate satele locuite de meglenoromâni în Grecia și Republica Macedonia de Nord. Pe baza acestora a realizat Atlasul lingvistic al dialectului meglenoromân, în 3 vol., și, mai apoi, monumentala lucrare Dicționarul dialectului meglenoromân actual, general și etimologic. Toate aceste contribuții la cunoașterea și prezervarea dialectului meglenoromân le-a realizat din impulsul de a nu lăsa să moară graiul matern, grai care astăzi este în pericol de abandonare.   
În cursul anului 1995, prin decretul primului ministru al Franței, a primit distincția de Cavaler al Ordinului Palmes Académiques, cu mențiunea: „pour services rendus à la culture française”, iar în anul 2008, Ordinul „Meritul pentru Învățământ” în grad de ofițer, prin decretul președintelui României, Traian Băsescu. În noiembrie 2011, Facultatea de Litere a Universității din București i-a acordat titlul de Professor Honoris Causa.
Asociația ”Răsăritul Românesc” din Republica Moldova i-a acordat, în anul 2013, Diploma de Excelență pentru întreaga activitate în domeniul lingvisticii românești.
În anul 2014, la împlinirea vârste de 75 de ani, ca omagiu pentru o viață întreagă dedicată lingvisticii, a fost publicat volumul "Romanistica și Balcanistica", cu titlul originar РОМАНИСТИКА И БАЛКАНИСТИКА, Зборник на трудови во
чест. на проф. д-р Петар Атанасов. по повод 75 години од животот, Универзитет „Св. Кирил и Методиј“ во Скопје, Филолошки факултет „Блаже
Конески“ – Скопје, Edited by Mirjana ALEKSOSKA-CHKATROSKA, Co-edited by Joana HADŽI-LEGA HRISTOSKA, Скопје, 2014, 770 p. + planșe foto, cu 61 de autori.
În anul 2015, Petar Atanasov a fost premiat de Institutul Cultural Român, pentru activitatea sa în promovarea dialectului meglenoromân. De asemenea, a primit premiul Bogdan Petriceicu Hașdeu al Academiei Române (decernat în anul 2015 pentru anul 2013), pentru volumele I-II ale Atlasului Lingvistic al Dialectului Meglenoromân.

## Publicații[6]
- B. Nastev, Études aroumaines. Contributions à la balkanistique (Aromanski studii. Prilozi kon balkanistikata), Ogledalo, Skopje, 1988, 256 pages. (ediție îngrijită de Petar Atanasov).
- Meglenoromâna (în „Tratat de dialectologie românească”), Craiova, 1984.
- Le mégléno-roumain de nos jours. Une approche linguistique, in Balkan-Archiv, Neue Folge - Beiheft, Band 7, Helmut Buske Verlag, Hamburg, 1990, 293 pages + 1 carte.
- Meglenoromâna astăzi, Editura Academiei Române, 2002
- Atlasul lingvistic al dialectului meglenoromân (ALDM), Editura Academiei Române, 2008 (vol I), 2013 (vol 2), 2015 (vol. 3).
- „Lecturi vizuale” etnologice la meglenoromânii din Republica Macedonia de Nord. Comuna Ghevghelia, autori: Emil Țîrcomnicu, Petar Atanasov, Cătălin Alexa, Editura Etnologică, București, 2024.

### Dicționare
- Dicționarul dialectului meglenoromân actual, general și etimologic, autor Petar Atanasov, Ed. Academiei Romane, 2022, cuprinzând 1270 p + planse foto
- Dictionnaire Français-Macédonien (Francusko-makedonski rečnik), "Makedonska kniga" - Prosvetno delo, Skopje, 1992, 888 pages (en collaboration avec Aleksa Poposki i Ljubica Kalajlievska -Dimoska).
- Dictionnaire Français-Macédonien Fjalor maqedonisht-shqip i shqip maqedonisht,’Dictionnaire macédonien-albanais et albanais macédonien), Dav Mari, Kumanovo, 1997, 782 pages (en collaboration avec Haki Imeri i Zihni Osmani).
- Dictionnaire Macédonien-Français (Makedonsko-francuski rečnik), Prosvetno delo, Skopje, 1998, 506 pages (en collaboration avec Aleksa Poposki). Prix "Goce Delčev".
- Dictionnaire Français-Macédonien et Macédonien-Français (Francusko - makedonski i Makedonsko - francuski rečnik), Jugoreklam", Skopje, 2001 (en collaboration avec Aleksa Poposki).
- Dictionnaire Macédonien-Italien (Makedonsko-italijanski rečnik) Skopje, 309 pages. Prix du gouvernement italien.
- Dictionnaire en six langues : macédonien, français, italien, roumain, espagnol, anglais (šestojazičen rečnik), Evropa 92, Skopje, 2005, 940 pages.
- Dictionnaire Macédonien-Espagnol (Makedonsko-španski rečnik) Jugoreklam, Skopje, 2002, 430 pages.
- (Grand) Dictionnaire macédonien-français, Jugoreklam, Skopje, 2007, 829 pages (en collaboration avec Aleksa Poposki).

### Participări la congrese internaționale:
1. XVII-e Congrès international de Linguistique et Philologie Romanes, Aix-en-Provence, 29 août – 3 septembre 1983.
2. XVIII-e Congrès international de Linguistique et Philologie Romanes, Trèves (Trier-Allemagne), 1986.
3. VI-ème Congrès International d'Études du Sud-Est Européen, Sofia, 30 août – 5 septembre 1989.
4. España y la cultura hispanica en el sureste europeo, Athènes, 2-6 décembre, 1998.
5. II-èmes journées d'étude sur la lexicographie bilingue, Paris, 18-19 mars, 1999.
6. VIII-ème Congrès International d'Études Sud-Est Européennes, Bucarest
7. II-ème conférence internationale "Processus historique et développement de la communication au service de la paix : le cas du Sud-Est européen dès origines à nos jours", organisée par l'A.I.E.S.E.E. avec l'appui de l'UNESCO, Paris, 1-2 mars, 2002.
8. IX-ème Congrès International d’Études Sud-Est Européennes, Tirana, 30 août - 3 septembre, 2004.
9. Mélanges de linguistiques dédiés à la mémoire de Petar Skok, JAZU, Zagreb, 1985
Livres publiés à l'étranger :
1. Le mégléno-roumain de nos jours, Balkan-Archiv, Helmut Buske Verlag, Hamburg, 1990, 295 pages.
2. Meglenoromâna astăzi, Academia Română, București 2002, 400 pages.
3. Tratat de dialectologie românească (ouvrage collectif), Craiova, 1985, 1000 pages.

### Articole publicate în reviste din țară și străinătate (listă incompletă):
1. Cântece și hore de rusalii comune la Meglenoromâni și la Macedoneni vo “Actele Simpozionului Pančevo 1972, str. 95-101.
2. U final în graiurile meglenoromâne din Huma și Țărnareca vo “Analele Societății de limba română din P.S.A. Voivodina" Zrenjanin, 1972-1973, str. 91-94.
3. Despre palatalizarea consoanelor labiale în meglenoromână vo “Studii și cercetări lingvistice”, an XXIV, nr. 3, București, 1973, str. 297-300.
4. Infinitivul meglenoromân vo “Studii și cercetări lingvistice”, an XXVII, nr. 2, București, 1976, str. 137-150.
5. Observații cu privire la unele aspecte ale influenței slave asupra meglenoromânei “Radovi Simpozijuma”, Pančevo - Zrenjanin, 1977, str. 47-55.
6. Ličnata zamenka vo romanskiot i vo makedonskiot jazik vo “Godișen zbornik” na Filoloșkiot fakultet vo Skopje, Skopje, 1977, str. 49-56 (vo koavtorstvo so Florin Jonila).
7. Concordanțe lexicale între română și idiomurile ibero-romanice vo “Studii și cercetări lingvistice”, an XXVIII, nr. 4, București, str. 439-443.
8. Despre L final - articol hotărât în graiul meglenoromân din Umă respectiv în cel din Gevgelija vo “Analele Societății de limba română”, Zrenjanin, 1977, str. 37-41.
9. Jazikot vo literaturnite dela na Blaže Koneski (statistička analiza) / Mile Tomici / : prevel od romanski Petar Atanasov, Skopje, 1977, 296 stranici.
10. Raporturi lexicale slavo-meglenoromâne vo “Actele Simpozionului româno-iugoslav”, București, 1979, str. 43-47.
11. La formation des mots dans les langues romanes: types de dérivés suffixaux productifs vo "Godișen zbornik"na Filoloșkiot fakultet vo Skopje, tom VI, Skopje, 1980, str. 43-83.
12. In memoriam-Prof.d-r Božidar Nastev ( 1924-1980) “Ogledalo”, dekemvri, Skopje, 1980.
13. Les noms de professions et de professionnels en macédonien vo “Cahiers balkaniques”, nr. 2. Publications Langues’O, Paris, 1981, str. 157-170.
14. Noms de professionnels d’origine ottomane dans les langues balkaniques (kolektiven trud), vo “Cahiers balkaniques”, nr. 2, Publications Langues’O, Paris, 1981, atr. 5-32.
15. La diminution du rôle de l’infinitif dans le mégléno-roumain et dans les autres langues balkaniques et son remplacement par des formes personnelles vo "Godišen zbornik" na Filološkiot fakultet vo Skopje. tom VII, Skopje, 1981, str. 15-25.
16. Vlijanieto na makedonskiot jazik vrz meglenoromanskiot vo "Godišen zbornik" na Filološkiot fakultet vo Skopje, Kniga VIII-IX, Skopje, 1982 - 83, str. 37-44.
17. Martine i funkcionalnata lingvistika vo “Nova Makedonija”, br. 13047, Skopje, 1983.
18. Sociolingvistikata: pojava, predmet, primena vo “Treta programa na Radio Skopje”, br. 17-18, Skopje, 1984, str. 141-151.
19. Lingvistikata i lingvističkoto planiranje /Ajnar Haugen / : prevel Petar Atanasov - “Treta programa na Radio Skopje” ,br.17-18, Skopje, 1984, str.153-172.
20. Nekoi opšti karakteristiki vo formiranjeto i razvojot na nacionalnite jazici, / M.N. Guhman / : prevel Petar Atanasov , Ibid., str. 173-182.
21. Sociokulturnata ramka na lingvističkiot kontakt / Uriel Vajnrajh / : prevel Petar Atanasov, Ibid., str. 183-191.
22. Tipovi lingvistički zaednici / Xon Gumperc / :prevel Petar Atanasov, Ibid., str. 476-550.
23. Tratat de dialectologie românească. Meglenoromâna (coordonator Valeriu Rusu), Craiova, 1984, str. 476 -550.
24. La romanité sud-danubienne à la lumière du bilinguisme slavo-roman vo “Actes XVII e Congrès International de Linguistique et Philologie Romanes”, vol. nr. 5, - Sociolinguistique des langues romanes , Aix-en- Provence, 1984, 263-272.
25. Aromanskite studii vo naučniot opus na Božidar Nastev vo “Trudovi” priredil Luan Starova -, Misla, Skopje, 1985, str. 414-419.
26. Sociolingvistika: lidhja, objekti dhe zbatimi i saj vo “Jehona”, viti XXIII, Skopje, 1985.
27. Survivances latines en roumain vo “Zbornik u čast Petru Skoku (Mélanges de linguistique dédiés à la mémoire de Petar Skok ), JAZU, Zagreb, 1985, str. 27-32.
28. Vocabulaire et emprunts relatifs à l’habillement en aroumain et mégléno-roumain vo “Cahiers balkaniques” , nr. 8, Publications Langues’O, Paris, 1986, pp. 83–91.
29. Vocabulaire de textile et de l’habillement d’origine ottomane et romane dans les langues balkaniques (ouvrage collectif), vo “Cahiers balkaniques”, nr.8, Publications Langues’O, Paris, 1986, pp. 11–37.
30. Značaj francuskog u Kvebeku za istoriju francuskog jezika vo “ Zbornik saopstenja o kanadskoj književnosti”, odeljenje za informacije, kulturu i nauku ambasade Kanade, Beograd, 1987, str. 42-46.
31. Aromanski studii. Prilozi kon balkanistikata (Études aroumaines Contributions à la balkanistique / Bozidar Nastev / - priredil Petar Atanasov - «Ogledalo », Skopje,1988, 256 stranici.
32. Predgovor (Préface) kon Aromanski studii. Prilozi kon balkanistikata./ Bo`idar Nastev / priredil Petar Atanasov / “o "Ogledalo", 1988, str. 9-21 (na makedonski i na francuski).
33. Les calques linguistiques dans le mégléno-roumain d’après les langues balkaniques voisines VI e Congrès International d’Études du Sud-Est Européen, Sofia, 30 août - 5 septembre 1989, MANU, Skopje, 1991, str. 69 - 76.
34. Fonološkiot sistem na meglenoromanskiot, Prilozi XIV 1 - Oddelenie za lingvistika i literaturna nauka. MANU, Skopje, 1989, str. 115-144.
35. Dictons balkaniques (ouvrage collectif) vo “Cahiers balkaniques”, Publications Langues’O, nr. 16, Linguistique, Paris, 1990, pp. 196 – 211.
36. Le mégléno-roumain de nos jours. Une approche linguisrtique, Balkan Archiv, Neue Folge - Beiheft Band 7, Helmut Buske Verlag, Hamburg, 1990, 293 pages + une carte.
37. Concordances linguistiques entre le roumain et l’ibéro-roman vo “Actes du XVIII-éme Congrès International de Linguistique et de Philologie Romanes”, Université de Trèves (Trier), 1986, Tome III, Max Niemeyer Verlag, Tübingen, 1991, str. 485 - 495
38. Francusko-Makedonski Rečnik (vo sorabotka so Aleksa Poposki i Qubica Dimovska-Kalajlievska) (bukvite: E, F, G, H, I, J, K, L, M, N, O), Makedonska kniga - Prosvetno delo, Skopje, 1992, 888 stranici.
39. Les emprunts latins en macédonien vo “Cahiers balkaniques”, nr. 19, Publications Langues’O, Paris, 1993, pp. 109–114.
40. Francusko-Makedonski Rečnik (vo sorabotka so Aleksa Poposki) (bukvite: A,E,F,G,H,I,J,K,L,M,N,O ), Detska radost, Skopje, 1994, 816 stranici.
41. Makedonsko-španski Razgovornik , Skopje, 1995, 113 stranici.
42. Fransoa Vijon vo “ SUM- Spisanie za Umetnost, štip, leto 1995, str. 71-75.
43. Romansko-albanski jazični kontakti, referat podnesen na Meѓunarodniot simpozium "Јazičniot i kniževniot kontinuitet", održan vo Skopje, na 9 i 10 dekemvri 1993 godina.
44. Vlijanieto na turskiot jazik vrz južnodunavskiot romanitet vo "Makedonsko-turski kulturni vrski vo minatoto i denes", Skopje, 1991, str. 97-107
45. Zošto рrvi romanističko-balkanistički sredbi vo čest na Božidar Nastev (I - vi romanističko balkanistički sredbi vo čest na Božidar Nastev) - Katedra za romanski jazici i kniževnosti, Filološki fakultet vo Skopje, Skopje, 27 - 29 april 1995.
46. Balkanskiot latinski vo Makedonija: negovite denešni hipostazi, “Jazicite na počvata na Makedonija”, kniga 3, MANU, Skopje, 1996, str.103-109.
47. Vlasi : minato i segašnost vo "Jazicite na počvata na Makedonija", kniga 3, MANU, Skopje, 1996, str. 187-197.
48. Liljana Todorova: Intenzivno traganje po naučnata raznovidnost vo “o Godišen zbornik na Filološkiot fakultet vo Skopje, 1994 - 1995.
49. Pridonesot na makedonskata romanistika za makedonskiot jazik, referat podnesen na naučniot sobir “o “Pedeset godini na makedonskata nauka za jazikot”, MANU, Skopje, 30 noemvri - 2 dekemvri 1995.
50. Ogled za raspagjanjeto / Emil Sjoran / Emil Cioran, Traité de décomposition : prevel Petar Atanasov, "Kultura", Skopje, 1996, 256 stranici.
51. Les hauts et les bas de la lexicographie macédonienne in "Aperçu sur la lexicographie bilingue", Paris 2000.
52. Tolkoven rečnik na makedonskiot jazik : nasušna potreba i zaboravena obvrska vo Zbornik na trudovi "Jazikot i opštestvoto na pragot na XXI vek", MALA, Skopje, 2000, str. 27-32
53. Note etimologice meglenoromâne in "Studii și cercetări lingvistice", ed. Academiei Române, București, 1997, p. 11-17.
54. El lugar del español en la Republica de Macedonia in "Actos del Congreso España y la cultura hispanica en el sureste europeo", Atenas, 2-5 de diciembre de 1999.
55. Sala e salon, domnilor! in "Marius Sala, Contemporanul lor, contemporanii lui", București, 2002, p. 105-107.
56. Aromunisch in Wieser Enziklopädie des Europäischen Ostens (WEEO), Klagenfurt, 2002, str. 77-84.
57. Friulanisch in Rumänien in Wieser Enziklopädie des Europäischen Ostens (WEEO), Klagenfurt, 2002, str. 83-85.
58. Meglenorumänisch in Wieser Enziklopädie des Europäischen Ostens (WEEO), Klagenfurt, 2002, str. 127-132.
59. Meglenoromâna astăzi, editura Academiei Române, București, 2002, 407 pages.
60. Makedonsko-španski rečnik (Diccionario macedonio-espаñol), Jugoreklam, Skopje, 2002, 430 stranici.
61. Makedonsko-italijanski rečnik (so gramatika) (Dizionario macedonei - italiano), Skopje, 2002, 311 stranici.
62. šestojazičen rečnik (makedonski, francuski, italijanski, romanski, španski, angliski), Evropa 92, Skopje, 2005, 940 stranici.
63. Makedonsko-Francuski Rečnik, (vo sorabotka so Aleksa Poposki) Jugoreklam, Skopje, 2007, 829 stranici
64. Francusko-makedonski i Makedonsko-francuski rečnik (vo sorabotka so Aleksa Poposki), Jugoreklam, Skopje, 2001, 819 stranici.
65. L'apport de la romanité sud-danubienne au patrimoine culturel balkanique, in Bulletin de l'A.I.E.S.E.E., Bucarest, 2004, pp. 257 – 268.
66. Istočna i Zapadna Romanija vo svetlinata na arealnata lingvistika, Arealna lingvistika - teorii i metodi - MANU, Skopje, 2005, str. 23 - 34.
67. Opozicija na zvučni i bezvučni soglaski vo balkanskite jazici vo "Klasika - Balkanistika - Paleoslavika" (zbornik posveten na akad. Petar Hr. Ilievski, MANU, Skopje, 2007, str. 259 - 266.
68. Relations interdialectales roumaines nord- et sud-danubiennes, in "Limba română - limbă romanică", Omagiu acad. Marius Sala la împlinirea a 75 de ani -Editura Academiei Române, București, 2007, pp. 7 – 16.
69. Haralampie Polenakovič, Turskite elementi vo aromanskiot, doktorska teza odbraneta vo Zagreb, 1939, MANU, Skopje, 2007, 205 stranici (priredil Petar Atanasov).
70. Pogovor kon knigata Turskite elementi vo aromanskiot od Haralampie Polenakovič doktorska teza odbraneta vo Zagreb, 1939, MANU, Skopje, 2007, 205 stranici (priredil Petar Atanasov)
71. La romanité nord-et sud-danubienne et ses rapports avec l`albanais, Skopje, 2007, pp. 5–17.
72. Repartiția graiurilor meglenoromâne, în ”Studia lingvistica et philologica”, Omagiu Profesorului Nicolae Saramandu la 70 de ani, București, pp. 57–62. 
73. L`oppsizione del numero nel romeno e nell`italiano, în ”Lingua, letteratura e cultura italiana” (editat de Radica Nikodinovska), Skopje, 2011, pp. 61–68.
74. Le français du Québec, în ”Langue, Littérature et culture françaises en contexte francophone”, Skopje, 2012, pp. 11–14.
75. De ce am devenit lingvist?, în Omagiu academicianului Marius Sala, volum îngrijit de Emanuela Timotin și Ștefan Colceriu, București, 2012, pp. 89–93.
76. Despre câteva cuvinte grecești în graiul meglenoromân din Umă (Huma), în ”In magistri honorem Vasile Frățilă, 50 de ani de carieră universitară”, Târgu Mureș, 2012, pp. 89–93.
77. Despre –l final – articol hotărât în graiul meglenoromân din Umă, respectiv în cel din Ghevghelia, în ”Bătrânul înțelept de la Pylos”, volum omagial dedicat lui Andrei Avram la 80 de ani, București, 2012, pp. 23–26.
78. Les hauts et les bas de la langue française, în ”La langue et la littérature françaises dans le système éducatif en République de Macédoine: état des lieux et perspectives” (sub direcția Irinei Babamova), Skopje, 2013, pp. 21–28
79. Starea actuală a meglenoromânilor. Meglenoromâna - un idiom pe cale de dispariție, în ”Memoria Ethnologica”, nr. 52-53, 2014, Baia Mare, pp. 30–37.